# Netelia thoracica
Netelia thoracica là một loài tò vò trong họ Ichneumonidae.